# Capitão
Capitão là một đô thị thuộc bang Rio Grande do Sul, Brasil. Đô thị này có diện tích 74,619 km², dân số năm 2007 là 2595 người, mật độ 34,78 người/km².